# Trüffelhund

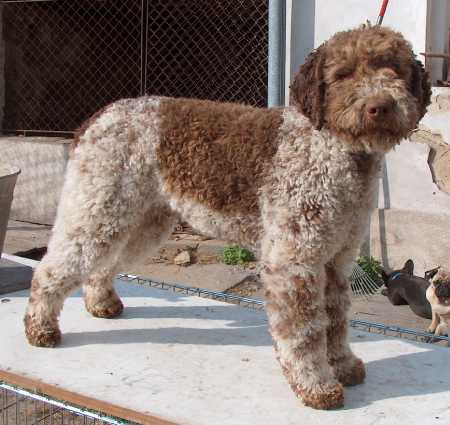
Ein Lagotto Romagnolo, italienischer Trüffelhund

Für die Suche nach echten Trüffeln werden Spürhunde ausgebildet und eingesetzt, die als Trüffelhunde bezeichnet werden. Eine Rasse, die dabei traditionell genutzt wird, ist der Lagotto Romagnolo, aber auch bei anderen Hunden gibt es Tiere, die zur Trüffelsuche geeignet sind.
Anders als in Frankreich, wo für die Trüffelsuche bisweilen noch weibliche Hausschweine eingesetzt werden, ist dies in Italien seit 1982 verboten.

## Ausbildung
Im piemontesischen Ort Roddi gründete Antonio Monchiero 1880 die Università dei Cani da Tartufo, eine seit 1935 offiziell anerkannte Institution, in der Trüffelhunde später von seinen Nachkommen Giovanni, Pietro und Pasquale bis zum heutigen Rektor Giovanni Monchiero ausgebildet werden. Die Grundausbildung dauert dort 15–20 Tage, eine komplette Ausbildung 3–4 Jahre.
Während sich die individuelle Eignung erst nach etwa einem halben Jahr klar herausstellt, sollte die Ausbildung idealerweise bereits im Welpenalter von etwa 2 Monaten vom zukünftigen Hundeführer begonnen werden.